# Braille
Braille (punktskrift eller blindeskrift) er det mest almindelige og internationale blindeskriftsystem. Systemet blev opfundet af franskmanden Louis Braille med inspiration fra et militært system beregnet til at kommunikere en skrevet ordre uden at skulle bruge lys, for at kunne læse den.[kilde mangler]
Bogstaverne er ophøjede punkter, der føles med fingerspidserne, og hvis antal og placering er varieret inden for en grundform på seks punkter i to lodrette rækker, nummereret således:

## Historie
Franksmanden Louis Braille blev blind som 11-årig og opfandt brailleskrift i 1825. I Danmark blev brailleskrift indført efter en undersøgelse på anmodning af Johannes Moldenhawer på Det Kongelige Blindeinstitut i København i 1856. Braille kom til at være i brug sideløbende med det tidligere reliefskrift, som også bestod af følbar skrift, men hvor tegnenes former var identiske med pennestrøgene i det latinske alfabet. Braille fik dog først generel accept som de blindes skriftsystem i 1904. Det oprindelige 6-punktsystem blev udvidet med to flere prikker til et 8-punktsystem i 1970'erne som en del af den teknologiske udvikling.
Tekst med braille blev først skrevet ved hjælp af en prentavle, der kan lave punkter i et papir med en pren, dvs. et spidst stykke metal, der kunnen lave punkterne enkeltvist. Senere blev det muligt at skrive med deciderede skrivemaskiner med taster der skrev hele tegn af gangen. I dag produceres bøger med braille typisk efter behov. Mange blinde foretrækker i stedet lydbøger. Tekster på braille fremstilles primært af Nota, Synscenter Refsnæs og Dansk Blindesamfund. De varetager Det Danske Punktskriftnævn, der blev dannet i 1972. Der er under 2000 brugere af braille i alt i Danmark, hvoraf mindre end 1000 bruger det på daglig basis.

## Dansk braille
```
A1   B2   C3   D4   E5   F6   G7   H8   I9   J0
.    .    ..   ..   .    ..   ..   .     .    .
     .          .    .   .    ..   ..   .    ..
```

```
K    L    M    N    O    P    Q    R    S    T
.    .    ..   ..   .    ..   ..   .     .    .
     .          .    .   .    ..   ..   .    ..
.    .    .    .    .    .    .    .    .    .
```

```
U    V    W    X    Y    Z    Æ    Ø    Å
.    .     .   ..   ..   .     .    .   . 
     .    ..         .    .    .   .      
..   ..    .   ..   ..   ..   .     .    .
```

Bogstaverne A-J bruges også som tal. Når dette er tilfældet sættes et specialtegn foran bogstavet for at indikere dette. Følgende to tegn betyder f.eks. 6:
```
 .  ..  
 .  . 
..
```

Udover tegnet for tal findes mange andre tegn. Her er et udpluk:
```
Versal
    Tal      Punktum   Komma    ?
           .                             
           .        ..        .        . 
 .        ..         .                 ..
```

```
Semikolon !         "(start)  "(slut)  ( / )    -
                                                  
.         ..        .          .       ..         
.         .         ..        ..       ..       ..
```

## 8-punkts-braille
Det oprindelige seks-punkts-braille giver 64 mulige punktkombinationer. Pga. computerteknologiens stigende betydning er der nu udviklet et system hvor hvert punkttegn består af otte punkter. Dette giver 256 mulige kombinationer, hvilket svarer til ASCII-tabellen. Med 6-punkts-braille er det nødvendigt at angive mange symboler som en kombination af flere punkttegn. I 8-punkts-braille har hvert symbol sit eget punkttegn.